# El Gavilán, Guerrero
El Gavilán är en ort i Mexiko.   Den ligger i kommunen Taxco de Alarcón och delstaten Guerrero, i den sydöstra delen av landet, 100 km söder om huvudstaden Mexico City. El Gavilán ligger 1 745 meter över havet och antalet invånare är 330.
Terrängen runt El Gavilán är lite bergig. Runt El Gavilán är det ganska tätbefolkat, med 139 invånare per kvadratkilometer. Närmaste större samhälle är Taxco de Alarcón, 7,4 km sydväst om El Gavilán. I omgivningarna runt El Gavilán växer huvudsakligen savannskog.